# Електровозна
Електрово́зна — пасажирська зупинна залізнична платформа Лиманської дирекції Донецької залізниці.
Розташована у м. Лиман Донецької області на території локомотивного депо на лінії 390 км — Лиман між станціями Лиман (1 км) та Форпостна (10 км).
На платформі зупиняються приміські електропоїзди.